# Prefectura d'Okayama
La Prefectura d'Okayama (冈山県) és a la regió de Chugoku a l'illa de Honshu, al Japó. La capital és la ciutat d'Okayama.
El circuit d'Okayama és un autòdrom que ha acollit al Gran Premi del Pacífic de la Fórmula 1 el 1994 i 1995, i actualment celebra curses de la Fórmula Nippon, el Campionat Japonès de Gran Turismes, el Campionat Mundial de Turismes i el D1 Grand Prix.

## Ciutats
- Bizen
- Ibara
- Kasaoka
- Kurashiki
- Maniwa
- Niimi
- Okayama (capital)
- Takahashi
- Tamano
- Tsuyama

## Districtes
- Districte d'Aida
  - Aida
  - Aidagun
  - Higashiawakura
  - Mimasaka
  - Nishiawakura
  - Ohara
  - Sakuto
- Akaiwa
  - Akaiwagun
  - Akasaka
  - Kumayama
  - San'yo
  - Seto
  - Yoshii
- Asakuchi
  - Asakuchigun
  - Funao
  - Kamogata
  - Konko
  - Satosho
  - Yorishima
- Atetsu
  - Atetsugun
  - Osa
  - Shingo
  - Tessei
  - Tetta
- Joubou
  - Hokubou
  - Jobogun
  - Kayo
  - Ukan
- Katsuta
  - Katsuta
  - Katsutagun
  - Nagi
  - Shoboku
  - Shoo
- Kawakami
  - Bicchu
  - Kawakami
  - Kawakamigun
  - Nariwa
- Kibi
  - Kibigun
  - Mabi
- Kojima
  - Kojimagun
  - Nadasaki
- Kume
  - Asahi
  - Chuo
  - Kume
  - Kumegun
  - Kumenan
  - Yanahara
- Maniwa
  - Shinjo
- Mitsu
  - Kamogawa
  - Mitsu
  - Takebe
- Oda
  - Bisei
  - Odagun
  - Yakage
- Oku
  - Oku
  - Okugun
  - Osafune
  - Ushimado
- Shitsuki
  - Shitsukigun
  - Yoshii
- Tomata
  - Aba
  - Kagamino
  - Kamisaibara
  - Kamo
  - Okutsu
  - Tomatagun
  - Tomi
- Tsukubo
  - Hayashima
  - Kiyone
  - Tsukubogun
  - Yamate
- Districte de Wake
  - Hinase
  - Saeki
  - Wake
  - Wakegun
  - Yoshinaga

## Persones il·lustres
- Ri Han-Jae